# Ciclismo en los Juegos Olímpicos de México 1968 – Tándem masculino
La prueba de Tándem masculino en los Juegos Olímpicos de México 1968, se celebró entre el 20 y el 21 de octubre de 1968. Participaron 28 ciclistas de 14 países distintos.

## Clasificación final
| Rank              | Name                               | Nationality               |
| ----------------- | ---------------------------------- | ------------------------- |
| Medalla de oro    | Daniel Morelon Pierre Trentin      | Francia (FRA)             |
| Medalla de plata  | Jan Jansen Leijn Loevesijn         | Países Bajos (NED)        |
| Medalla de bronce | Daniel Goens Robert Van Lancker    | Bélgica (BEL)             |
| 4                 | Walter Gorini Luigi Borghetti      | Italia (ITA)              |
| 5                 | Klaus Kobusch Martin Stenzel       | Alemania Occidental (FRG) |
| 5                 | Werner Otto Hans-Jürgen Geschke    | Alemania Oriental (GDR)   |
| 5                 | Ivan Kučírek Miloš Jelínek         | Checoslovaquia (TCH)      |
| 5                 | Igor Tselovalnikov Imants Bodnieks | Unión Soviética (URS)     |
| 9                 | András Baranyecz Tibor Lendvai     | Hungría (HUN)             |
| 10                | Gordon Johnson Hilton Clarke       | Australia (AUS)           |
| 11                | Juan Reyes Ulises Váldez           | Cuba (CUB)                |
| 11                | Per Sarto Jørgensen Jørgen Jensen  | Dinamarca (DEN)           |
| 11                | Jack Disney Charles Pranke         | Estados Unidos (USA)      |
| 11                | Julio Munguía Guillermo Mendoza    | México (MEX)              |